# 非可換類体論
数学において、非可換類体論（ひかかんるいたいろん、英: non-abelian class field theory）は、類体論の結果、任意の代数体 K のアーベル拡大についての比較的完全で古典的な一連の結果の、一般のガロワ拡大 L/K への拡張を意味するキャッチフレーズである。拡大の群が可換な場合の理論である類体論は1930年頃には本質的には知られるところとなったが、それを非可換の場合に拡張する理論は、まだ誰もが認める確定した定式化には至っていない。

## 歴史
群コホモロジーのことばで類体論を表すことは、主に1940年代に、クロード・シュヴァレー (Claude Chevalley) やエミール・アルティン (Emil Artin)、他の数学者により進められ、イデール類群の群コホモロジーを用いた中心的な結果の定式化に至った。コホモロジー的アプローチによる定理は、L/K のガロア群 G が可換か否かに依存しない。しかしこの理論は、求められている非可換の理論とは決して見なされていない。このことの第一の理由は、コホモロジーの理論がガロワ拡大における素イデアルの分解に関して新たな情報をもたらさなかったことである。非可換類体論の目標を説明する一般的な方法は、そのような分解の法則を述べるより明示的な方法を提供するべきであるということである。
したがって、コホモロジー的アプローチは、非可換類体論の定式化においてさえ、あまり役に立たない。歴史的には、ディリクレ級数を使わずに、言い換えると L 関数を使わずに、類体論の証明を書き下すというシュヴァレーの望みがあった。類体論の主要定理の最初の証明は、2つの「不等式」を要素として構成された（ガロア理論の基本定理の今では与えられた証明と同じ構造であるが、はるかに複雑である）。2つの不等式のうちの1つが、L 関数を用いる議論を含んでいた。
後に、この発展とは逆に、アルティンの相互法則を非可換な場合へ拡張するためには、アルティンの L 関数を表現する新しい方法を探し求めることが実は本質的であるということが認識された。この大きな志を持つ現在の定式化は、ラングランズ・プログラムによる。その基礎にあるのは、アルティンの L 関数は保型形式の L 関数でもあるという信念である。21世紀初頭の時点では、これが最も広く専門家に受け入れられている非可換類体論の概念の定式化である。

## 参考となる文献
- 加藤和也：「類体論と非可換類体論 1」、岩波書店、ISBN 978-4-0-0006617-4（2009年1月）。
- 加藤和也：「フェルマーの最終定理・佐藤－テイト予想解決への道」、岩波書店、ISBN 978-4-0-0006617-4 (2009年1月29日)。
- 加藤和也：「整数論の近年のいくつかの進展をふりかえって」（日本数学会70周年記念）、数学、69巻、4号、（2017年10月）、pp.413-428。